# Retable Roverella
Le retable Roverella est un retable polyptyque réalisé à Ferrare par Cosmè Tura de 1470 à 1474, avec la technique de la peinture à l'huile et de la détrempe sur panneau de peuplier. Démembré et dispersé entre plusieurs musées, en partie perdu, c'est l'une des œuvres les plus importantes de l'artiste et de l'école de Ferrare en général.

## Historique
Le retable a été peint pour l'église San Giorgio fuori le mura de Ferrare en souvenir de l'évêque Lorenzo Roverella, à la demande de son frère Bartolomeo, abbé de l'ordre du Mont-Olivet et cardinal. Endommagé par une explosion en 1709, il a été retiré par la suite.
Il reste du polyptyque une description faite au XVIIIe siècle par Girolamo Baruffaldi. Sur la base de ces informations, Roberto Longhi a tenté de reconstituer le retable dans les années 1930, ainsi que Maurizio Bonora avec la technique du graphite sur papier.

## Description

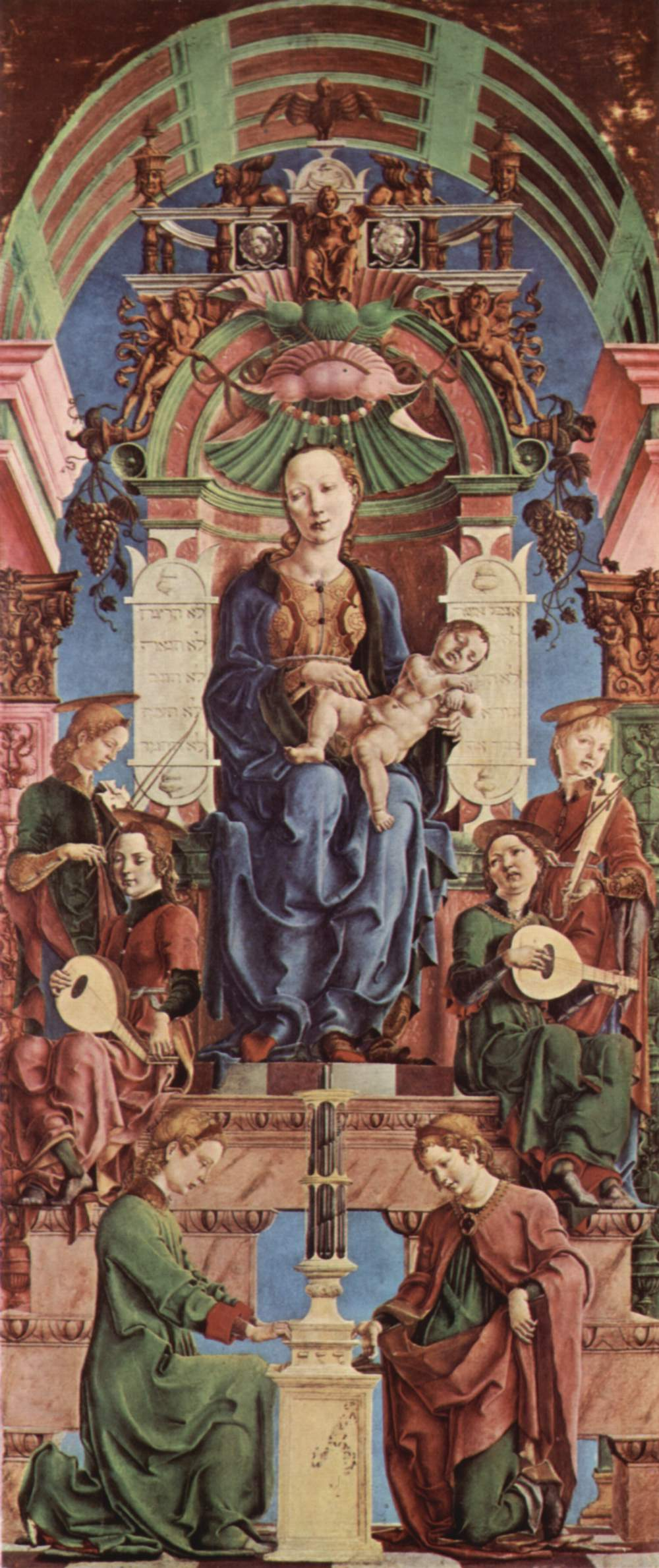
Vierge à l'Enfant sur le trône

Le retable comprenait six compartiments principaux, avec au centre une grande Vierge à l'Enfant sur le trône (aujourd'hui à la National Gallery de Londres) et sur les côtés deux panneaux plus bas, avec des saints et des personnages de la famille Roverella surmontés d’un panneau représentant chacun un saint agenouillé. La Vierge à l'Enfant constitue selon Roberto Longhi le sommet de l'art de Cosmè Tura.
Au sommet se trouvait une grande lunette comportant une Pietà (aujourd'hui au Louvre à Paris), une œuvre d'une grande force émotionnelle inspirée peut-être par l'un des nombreux groupes sculpturaux représentant la Lamentation sur le Christ mort alors très communs en Romagne. Au bas du retable se trouvait une prédelle composée d'un nombre inconnu de tondi, peut-être sept, dont trois ont été identifiés par Longhi : La Fuite en Égype, La Circoncision et L'Adoration des mages.
Parmi les panneaux latéraux, seuls celui de droite représentant les saints Maurelio et Paul avec Niccolò Roverella a été conservé. On remarque, dans le drapé du manteau de Paul, le style caractéristique de Tura qui consiste à peindre les plis comme s’ils étaient lourds et humides (technique du panneggio bagnato), dans un fort contraste. Il convient aussi de noter dans l’ensemble les perspectives avec un point de fuite rabaissé, qui permettent de voir les plafonds à caissons des fonds architecturaux, comme on peut le voir dans le compartiment central.
Dans le panneau inférieur gauche, devaient se trouver les saints Laurent et Georges (fragment de San Diego, peut-être abimé par l'explosion de 1709), avec l’évêque Lorenzo frappant à la porte du Paradis.
Saint Bernard et saint Benoît devaient également être représentés dans des compartiments, selon Baruffaldi,.
Les panneaux connus à ce jour sont donc les suivants : 
- Pietà, 132 × 267 cm, Paris, musée du Louvre
- Saint Georges, 39 × 29 cm, San Diego, musée d'art de San Diego
- Vierge à l'enfant sur le trône, 239 × 102 cm, Londres, National Gallery
- Saints Maurelio et Paul avec Niccolò Roverella, Rome, palais Colonna
- La Fuite en Égypte, tondo, diamètre 38 cm, New York, Metropolitan Museum
- La Circoncision, tondo, diamètre 38 cm, Boston, musée Isabella Stewart Gardner
- L'Adoration des Mages, tondo, diamètre 38 cm, Cambridge, Fogg Art Museum

Haut cintré en lunette
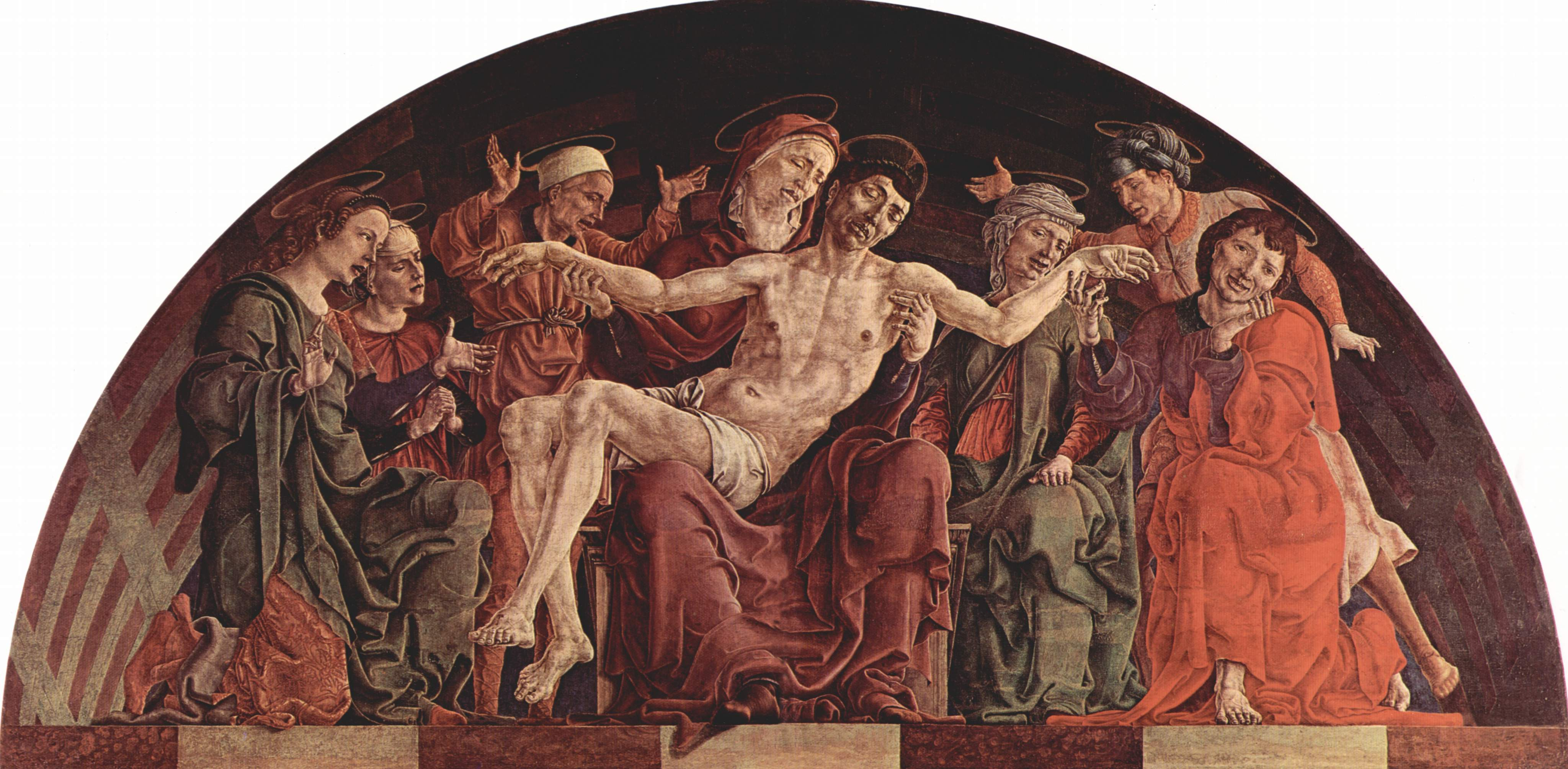
Pietà

Panneaux centraux
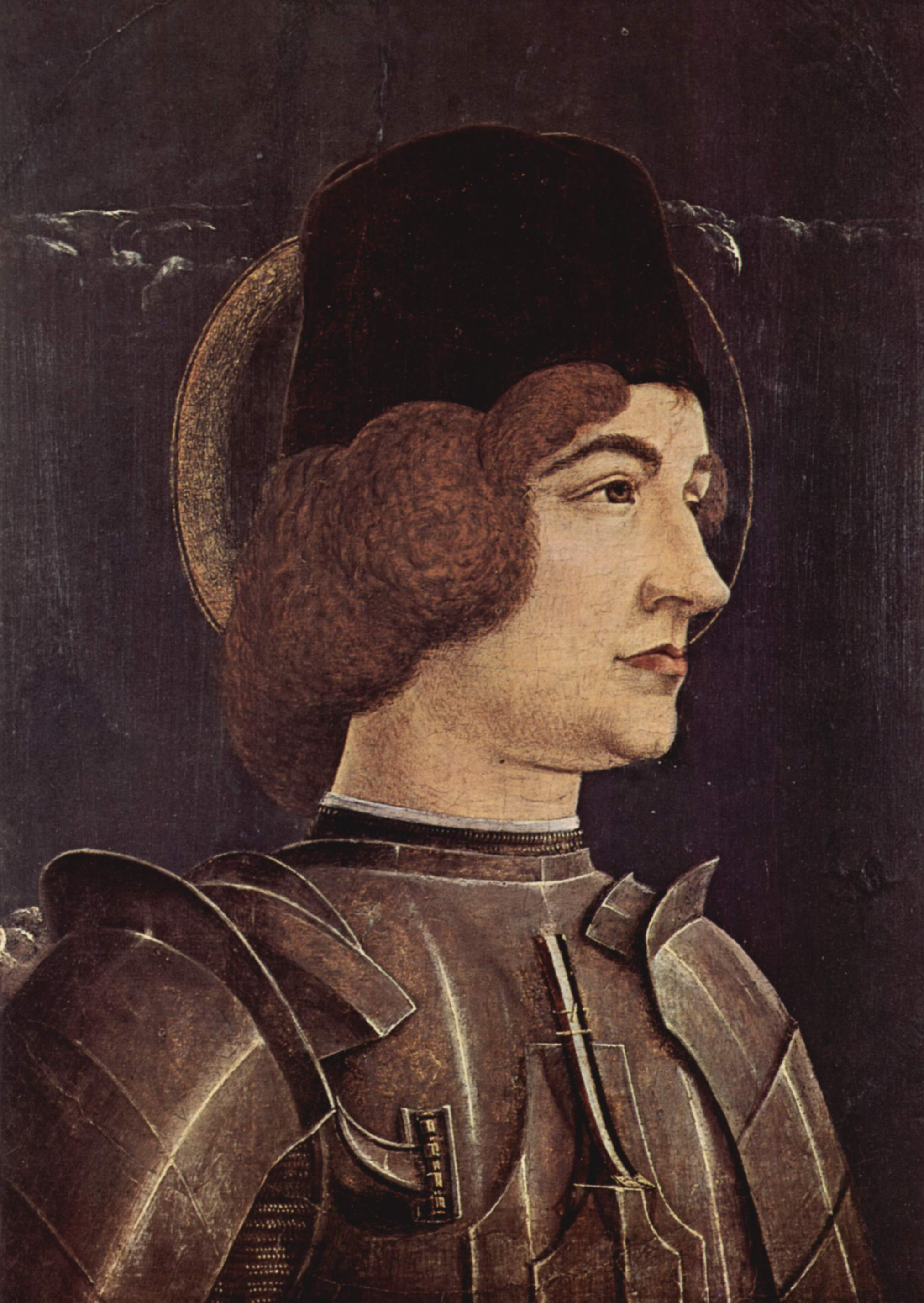
Saint Georges (fragment du panneau gauche)
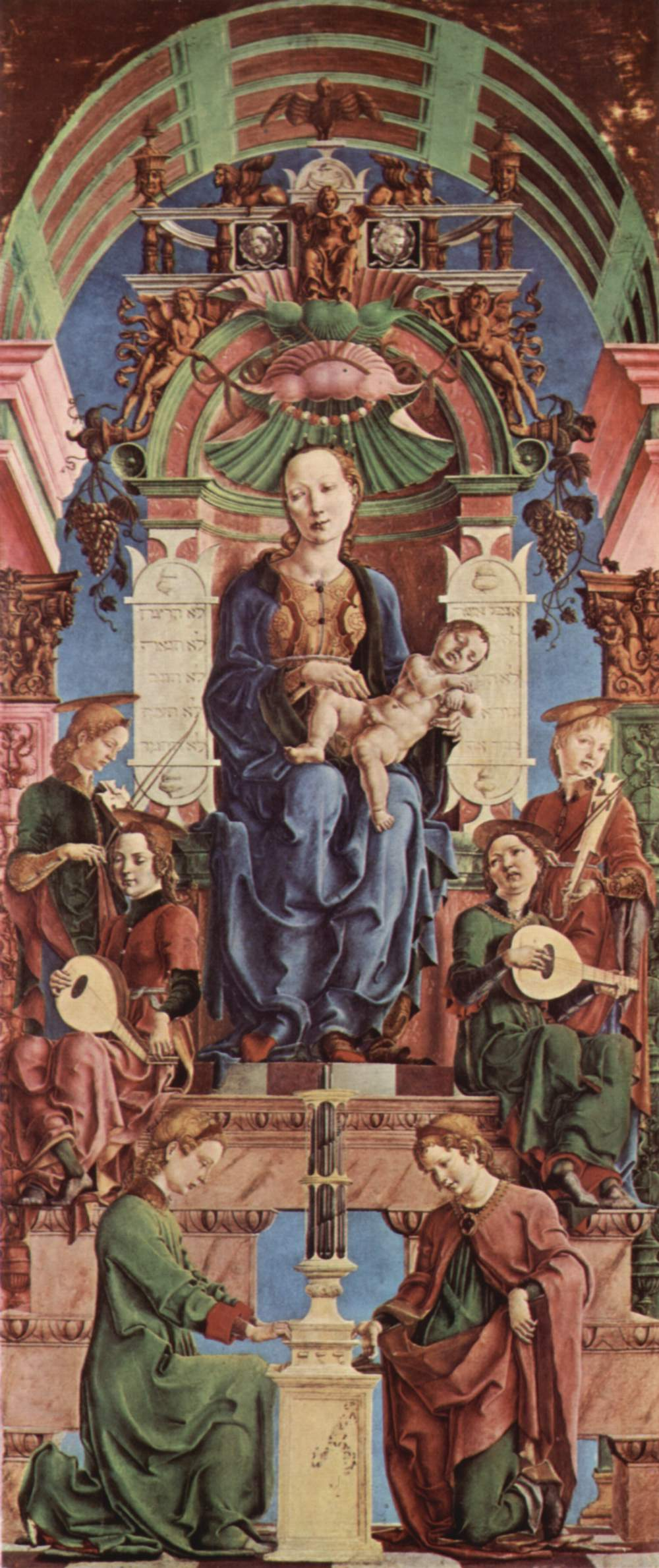
Vierge à l'Enfant
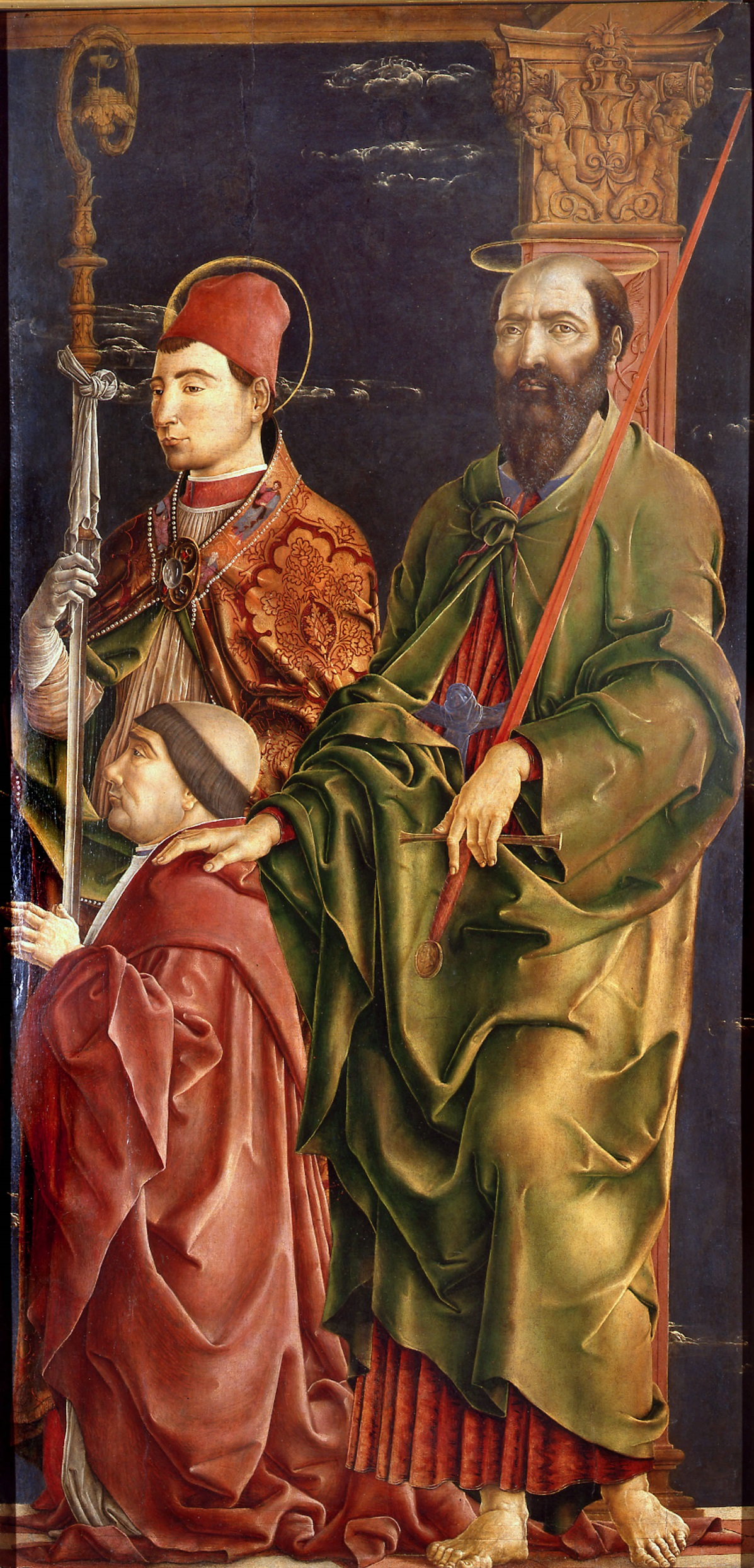
Saints Maurelio et Paul avec Niccolò Roverella (panneau droit)

La prédelle
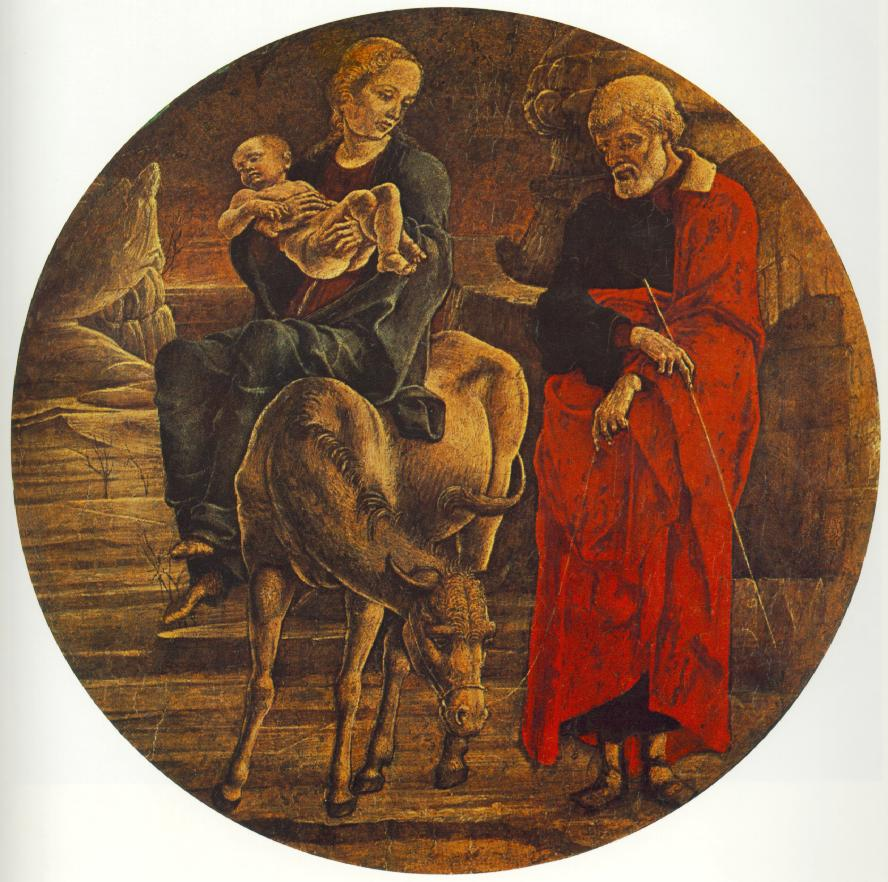
La Fuite en Égypte
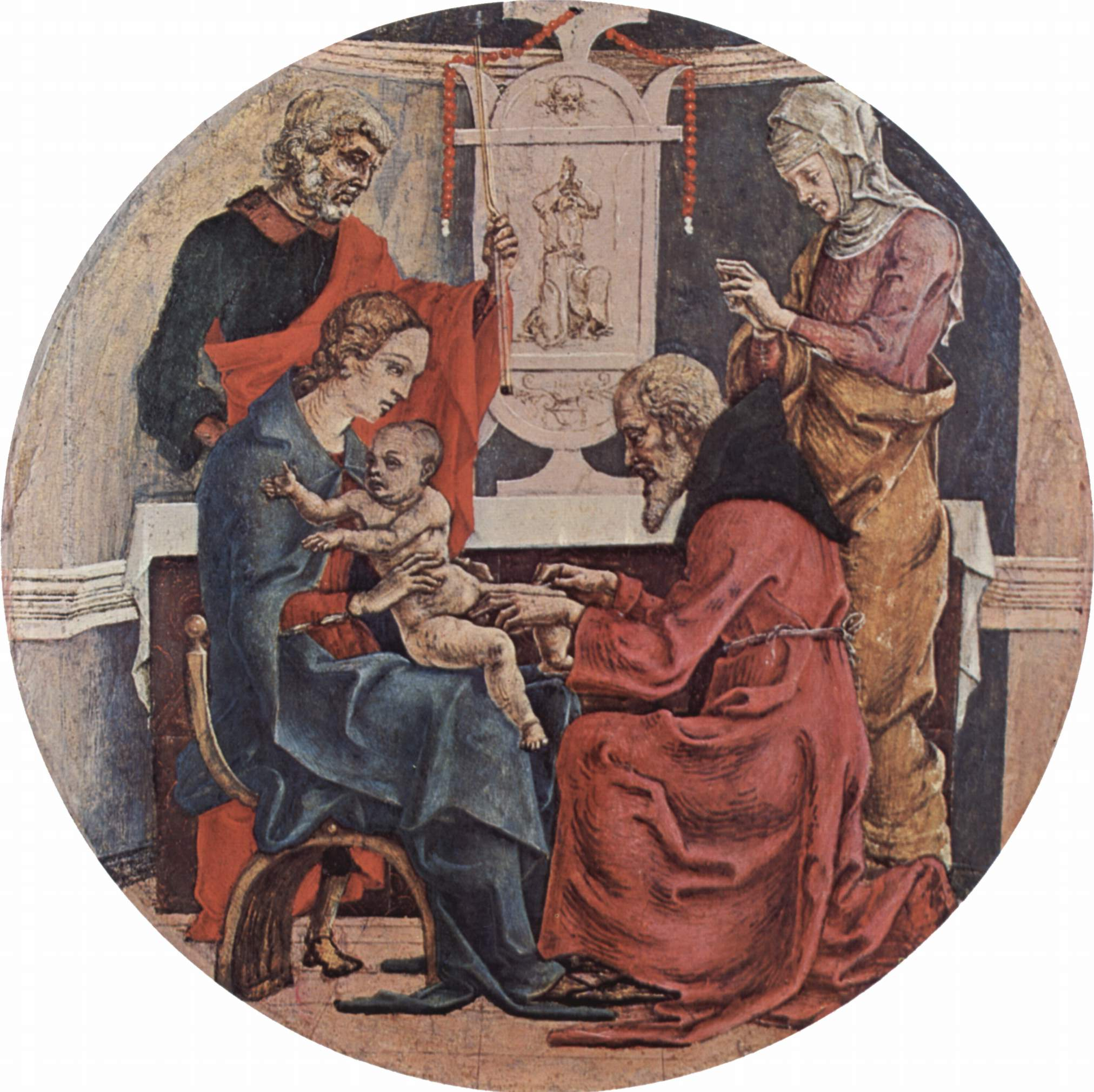
La Circoncision
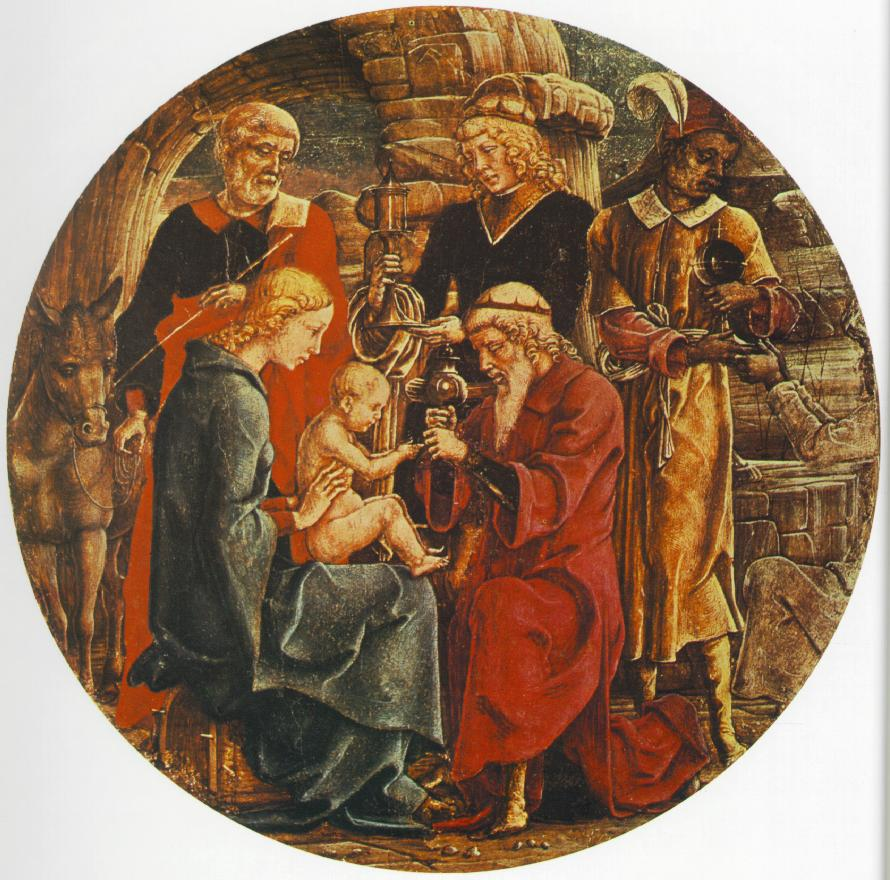
L'Adoration des mages